# Nieuw Amsterdam (Schiff, 1983)
Die Nieuw Amsterdam (III) war ein 1983 in Dienst gestelltes Kreuzfahrtschiff der Holland-America Line. Zum Zeitpunkt ihrer Ablieferung war sie das größte Schiff der Reederei und zugleich der erste Neubau für Holland-America seit 1973. Die Nieuw Amsterdam blieb bis 2000 in Dienst und wurde anschließend als Patriot in die Vereinigten Staaten verkauft. Zuletzt war das Schiff seit 2003 als Thomson Spirit für Thomson Cruises im Einsatz. Nach Umbenennung der Reederei in Marella Cruises erhielt es 2018 den Namen Marella Spirit. Im selben Jahr erfolgten die Ausmusterung und der Abbruch im indischen Alang. Schwesterschiff war die Noordam.

## Geschichte

### Holland-America Line
Die Nieuw Amsterdam wurde als eines von zwei Schwesterschiffen der N-Klasse bei Chantiers de l’Atlantique in Saint-Nazaire gebaut. Der Stapellauf fand am 20. August 1982 statt. Am 24. Juni 1983 brach auf dem fast fertiggestellten Schiff ein Feuer aus, bei dem die elektrische Hauptschalttafel zerstört wurde. Dies verzögerte die Ablieferung um drei Wochen. Im Juli 1983 wurde die Nieuw Amsterdam schließlich an die Holland America Line abgeliefert und in Dienst gestellt.
Die Nieuw Amsterdam wurde in den Wintermonaten in der Karibik und in den Sommermonaten für Kreuzfahrten vor Kanada und Alaska eingesetzt. Im April 1984 ergänzte sie hierbei ihr baugleiches Schwesterschiff Noordam. Später waren beide Schiffe weltweit für Kreuzfahrten im Einsatz.
Die Indienststellung der Nieuw Amsterdam und ihres Schwesterschiffs markierte einen Wechsel für die Holland-America Line, die in den Jahren zuvor nur eine kleine Flotte betrieb und sich durch die zwei Neubauten signifikant vergrößerte. Zudem war die Nieuw Amsterdam der erste Passagierschiff-Neubau für Chantiers de l’Atlantique seit der Renaissance im Jahr 1966. Holland-America hatte seit der weitaus kleineren Prinsendam im Jahr 1973 keinen Neubau mehr in Dienst gestellt. Der Bau der Nieuw Amsterdam und der Noordam soll zum Teil mit der Versicherungssumme der Prinsendam finanziert worden sein, die im Oktober 1980 nach einem Brand im Golf von Alaska gesunken war.

### American Classic Voyages
Gegen Ende des Jahres 1999 wurde die Nieuw Amsterdam an American Classic Voyages verkauft, blieb jedoch weiter für Holland-America in Fahrt und behielt daher vorerst auch weiterhin den alten Namen. Vor seiner Ablieferung an den neuen Eigner stand das Schiff 2000 als schwimmendes Hotel bei den Olympischen Sommerspielen in Sydney im Einsatz. 18. Oktober wurde die Nieuw Amsterdam schließlich in San Francisco an ihren neuen Eigner übergeben und in Patriot umbenannt. Die erste Kreuzfahrt für American Classic Voyages erfolgte am 2. Dezember 2000.
Die Patriot wurde ausschließlich für Kreuzfahrten mit Start- und Zielhafen Honolulu eingesetzt und auch dort registriert. Die Patriot war das erste Hochseepassagierschiff seit 1958, das unter amerikanischer Flagge fuhr. Das Schiff absolvierte seine erste Kreuzfahrt am 2. Dezember 2000 und wurde danach für Kurzreisen eingesetzt. Nach den Anschlägen vom 11. September 2001 sanken die Passagierzahlen jedoch so stark, dass die Reederei im Oktober 2001 Insolvenz anmelden musste und kurz danach aufgelöst wurde. Die Patriot wurde in Honolulu aufgelegt und zum Verkauf angeboten.

### Thomson Cruises / Marella Cruises

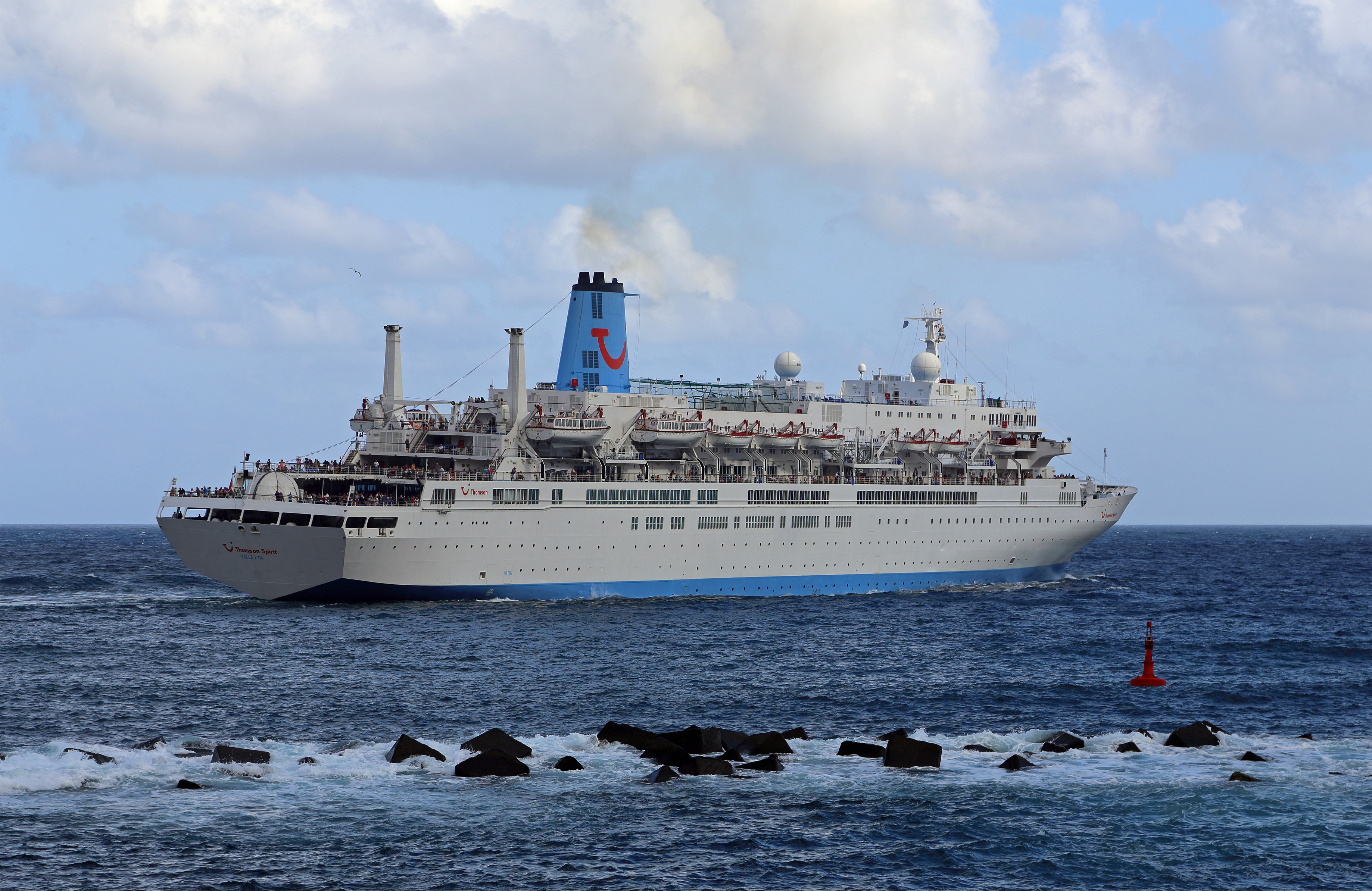
Heckansicht der Thomson Spirit, Dezember 2013

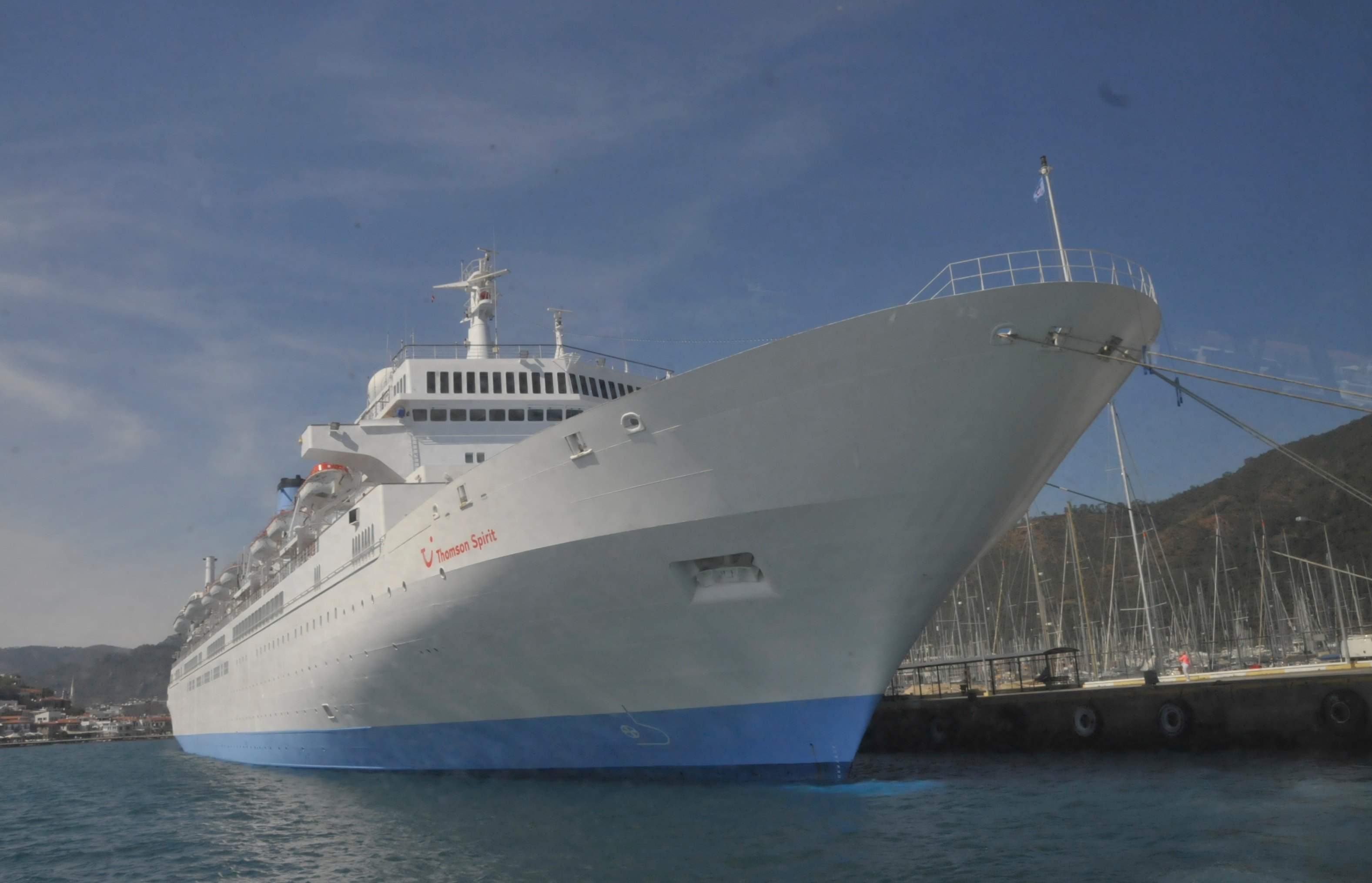
Die Thomson Spirit im Hafen von Marmaris, April 2016

Am 27. Januar 2002 wurde die Patriot von der Holland America Line zurückgekauft und wieder in Nieuw Amsterdam umbenannt. Sie kam jedoch nicht wieder für die Reederei in Fahrt, sondern blieb aufgelegt.
Im Mai 2002 wurde das Schiff an die zypriotische Louis Cruise Line verchartert und in Spirit umbenannt. Nach einer Modernisierung in Perama wurde das Schiff am 3. Mai 2003 an die britische Reederei Thomson Cruises weiterverchartert und in Thomson Spirit umbenannt. Seitdem stand die Thomson Spirit in den Sommermonaten für Mittelmeerkreuzfahrten im Einsatz, während es im Winter aufgelegt war. Seit Februar 2010 fuhr das Schiff unter der Flagge Maltas mit Valletta als Heimathafen.
Während der Olympischen Winterspiele in Sotschi wurde die Thomson Spirit zusammen mit der Grand Holiday und der Louis Olympia als Wohnschiff eingesetzt.
Nach der Umbenennung der Reederei in Marella Cruises trug das Schiff ab März 2018 den Namen Marella Spirit. Ende Oktober 2018 verließ es nach Auslaufen der Charter die Flotte von Marella Cruises. Die ursprünglich 1995 für Celebrity Cruises in Dienst gestellte Marella Explorer 2 ersetzte die Marella Spirit. Bereedert wurde das Schiff zuletzt vom griechischen Unternehmen Optimum Shipmanagement Services, das der Reederei Celestyal Cruises (ehemals Louis Cruise Line) gehört.
Ende Oktober 2018 wurde die Marella Spirit zum Abbruch verkauft. Im November 2018 wurde das Schiff zunächst in Mare S und schließlich in La Spirit umbenannt und kam unter der Flagge von Palau in Fahrt, Heimathafen wurde Malakal Harbour. Am 5. Dezember 2018 traf das Schiff auf Reede vor Bhavnagar ein. Am 7. Dezember 2018 wurde das Schiff auf Reede vor Alang verholt und am 8. Dezember 2018 zum Abbruch gestrandet.
Das Schwesterschiff Noordam wurde nach der Ausmusterung bei der Holland-America Line im Jahr 2004 ebenfalls von Thomson Cruises eingesetzt und in Thomson Celebration umbenannt. Nach Umbenennung der Reederei in Marella Cruises war sie noch bis 2020 als Marella Celebration im Einsatz. Im Jahr 2022 ging das Schiff zur Verschrottung in die Türkei.